# Technophobie
Technophobie (von altgriechisch τέχνη téchnē, deutsch ‚Kunst, Fähigkeit, Geschick‘, und φόβος phóbos, deutsch ‚Angst‘), genannt auch Technology related anxiety (TRA) ist die Angst (oder starke Ablehnung) vor Technologie, komplexen Geräten und besonders auch Computern. Technophobie ist seit der Industriellen Revolution ein bekanntes Phänomen und tritt in absoluten Zahlen mit zunehmender Komplexität der Technik in der heutigen Welt immer mehr auf. Das Gegenteil von Technophobie ist Technophilie.
Vielfach wird und wurde Technophobie von Künstlern aufgegriffen und thematisiert, z. B. in Frankenstein oder dem Film Metropolis.
Ein historisches Beispiel für Technophobie ist der Luddismus. 

## Selektiver Gebrauch von Technologien unter Täufergruppen
Heutige Täufergruppen deutscher Herkunft in Nord-, Mittel- und Südamerika, wie die Amischen alter Ordnung, Mennoniten alter Ordnung, Altkolonier-Mennoniten und Ähnliche sind keineswegs technophob, sondern bewerten Technologien danach, ob sie ihrer Gemeinschaft förderlich sind oder nicht. Erst wenn sich erwiesen hat, dass eine Technologie einerseits für ihre Gemeinschaft von Nutzen ist und andererseits den Zusammenhalt der Gemeinschaft nicht gefährdet, wird sie übernommen. Amische und ähnliche Gruppen haben sogar selbst neue Technologien entwickelt, um den Gefahren anderer Technologien zu entgehen.
Vor allem das Fernsehen wird als Gefahr wahrgenommen, daneben oft auch Radio, Telefon und Internet. Da all diese Technologien auf elektrischen Strom als Energiequelle angewiesen sind, besteht eine Tendenz, alles, was auf Elektrizität beruht, abzulehnen, um so den oben genannten Technologien kein Einfallstor zu bieten. Alternativ hat man Pressluft zu einer Technologie weiterentwickelt, mit der man viele Maschinen und Haushaltsgeräte, etwa Waschmaschinen und Holzbearbeitungswerkzeuge, betreiben kann.
Autos werden beispielsweise von den Amischen und den meisten Mennoniten alter Ordnung abgelehnt, weil sie den Bewegungsradius der Menschen stark erweitern und so den starken Bezug auf die eigene Gemeinschaft schwächen. Konservative Russland-Mennoniten in Lateinamerika und viele Mennoniten alter Ordnung erlauben zwar Traktoren, jedoch nur mit Stahlreifen, um den Bewegungsradius der Mitglieder der eigenen Gemeinschaft zu begrenzen. Die Hutterer können aufgrund ihrer Gütergemeinschaft den Gebrauch von ihrer Ansicht nach schädlichen Technologien wesentlich besser kontrollieren, weshalb es unter ihnen im Wesentlichen nur Beschränkungen moderner Kommunikationstechnologien wie Fernsehen und Internet gibt. 
Die Vorstellung, dass die oben genannten Gruppen aufgrund von Technophobie moderne Technik ablehnen, beruht auf Ignoranz.

## Häufigkeit
Für eine Studie wurden zwischen 1992 und 1994 Hochschulstudenten in verschiedenen Ländern befragt. Insgesamt wurden dabei unter 3.392 befragten US-Studenten ein Anteil von 29 % mit starken Technophobien festgestellt. Zum Vergleich gab es dabei in Japan 58 % Technophobe, in Indien 82 % und in Mexiko 53 %.
Ein im Jahr 2000 veröffentlichter Bericht zeigte auf, dass 85 bis 90 Prozent neuer Angestellter einer Organisation sich nicht vertraut fühlen mit neuer Technologie und zu einem gewissen Grad technophob sind.